# 沃斯普山
62°39′51.9″S 61°07′51.9″W / 62.664417°S 61.131083°W

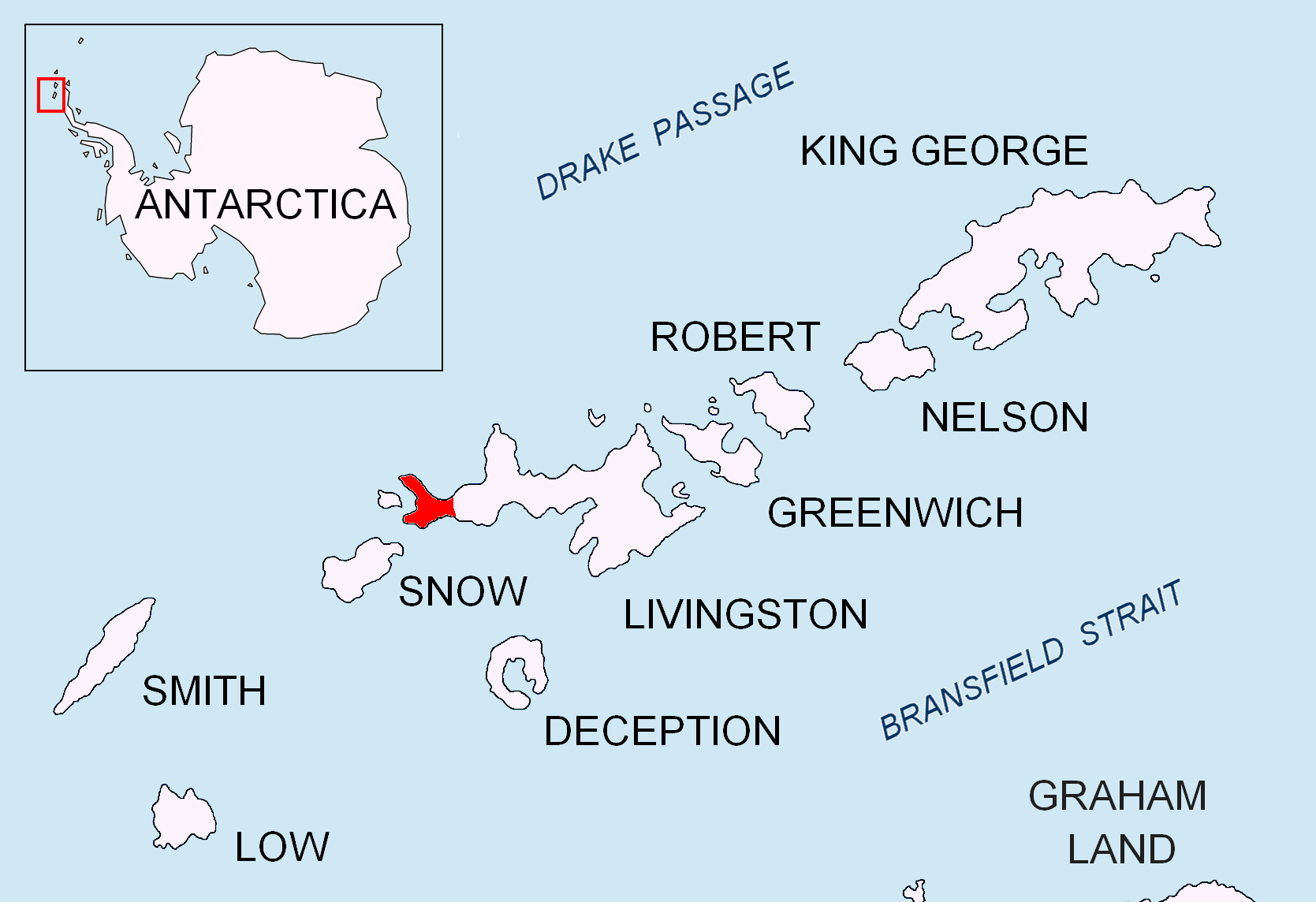

沃斯普山是南極洲的山峰，位於南設得蘭群島中利文斯頓島的拜爾斯半島西南部，處於錫勒山西北面1.01公里、塞瓦爾角東北面1.4公里、德維爾斯角東北面2.74公里和斯梅利角東南面1.82公里，海拔高度72米。	

## 外部連結
- SCAR Composite Antarctic Gazetteer（页面存档备份，存于）.